# Actos de reparación
La reparación es un concepto teológico estrechamente relacionado con los de expiación y satisfacción. En la teología ascética 
la reparación es la reparación de las ofensas hechas a Dios por el pecado, propio o ajeno. La respuesta del hombre debe ser la reparación mediante la adoración, la oración y el sacrificio. En la tradición católica, un acto de reparación es una oración o devoción con la intención de expiar los pecados ajenos, por ejemplo, para reparar el pecado de blasfemia, los sufrimientos de Jesucristo o como actos de reparación a la Virgen María.

## Perspectiva teológica
Según Thomas Slater, que escribe en la Enciclopedia Católica, la reparación es un concepto teológico estrechamente relacionado con los de expiación y satisfacción, y se considera un  misterio sagrado en el catolicismo. Aunque Dios podría haber perdonado gratuitamente las ofensas de los hombres si hubiera querido hacerlo, sin embargo, en la providencia divina no lo hizo; juzgó mejor exigir una satisfacción por las injurias que el hombre le había hecho. Es mejor para la educación del hombre que las injurias de su parte impliquen la necesidad de dar una satisfacción. Esta satisfacción fue hecha adecuadamente a Dios por el sufrimiento, la pasión y la muerte de Jesucristo, hecho hombre por nosotros. Mediante el sometimiento voluntario a su pasión y muerte en la cruz, Jesucristo expió la desobediencia y el pecado del hombre. Así reparó ante la majestad ofendida de Dios los ultrajes que el creador sufre constantemente a manos de sus criaturas.
El hombre es devuelto a la gracia por los méritos de la muerte de Cristo, gracia que le permite añadir sus oraciones, obras y pruebas a las de Nuestro Señor "y llenar lo que falta de los sufrimientos de Cristo, en mi carne, por su cuerpo, que es la iglesia" (NRSVCE). El hombre puede así reparar de alguna manera la justicia de Dios por sus propias ofensas contra Él, y en virtud de la Comunión de los Santos, la unidad y solidaridad del Cuerpo de Cristo místico, puede también satisfacer y reparar los pecados de los demás.

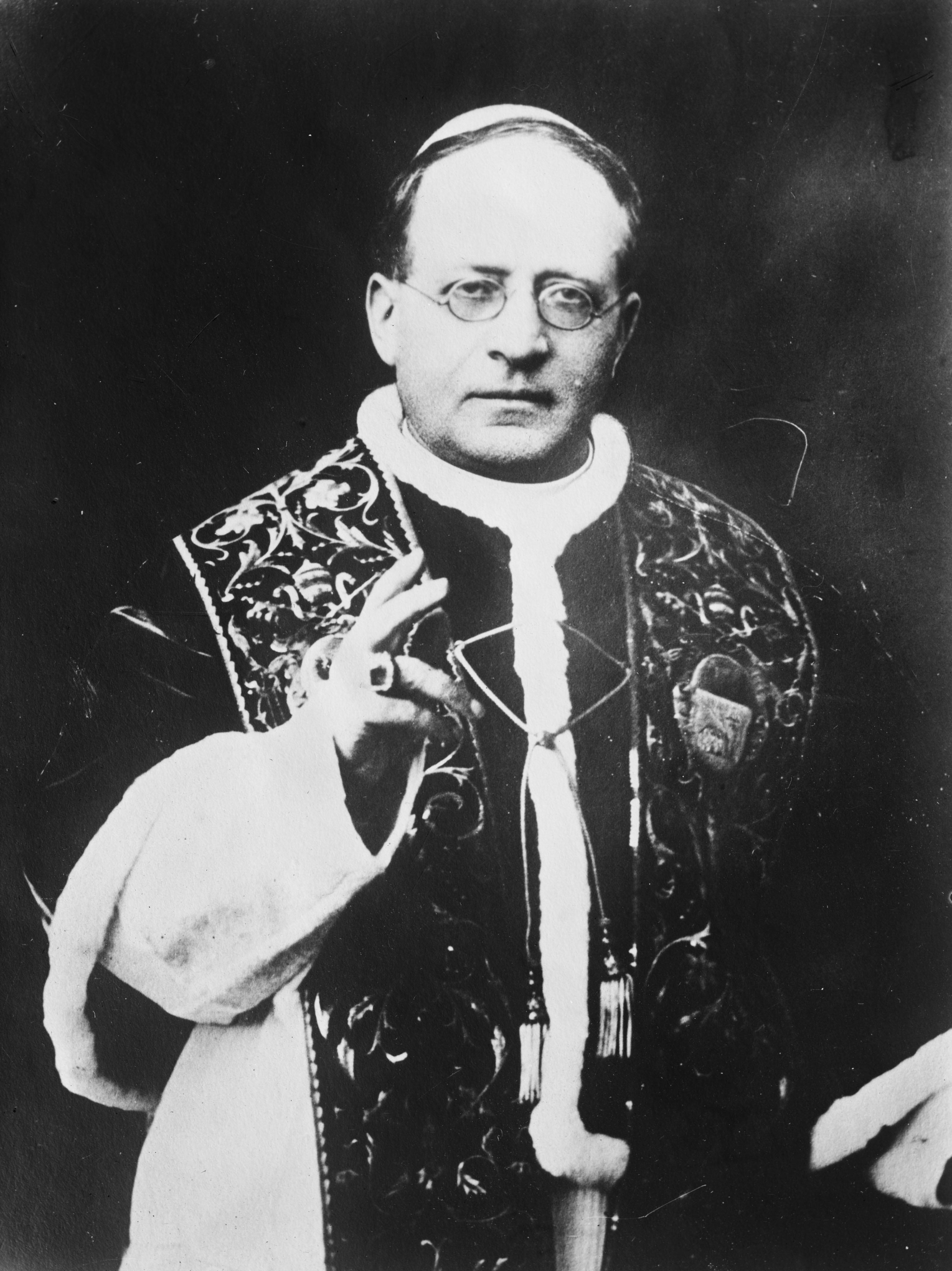
El papa Pio XI

## Deber de reparación
En la encíclica Miserentissimus Redemptor el Papa Pío XI dijo:

El amor de la criatura debe darse en compensación del amor del Creador, de lo cual se sigue enseguida otra cosa, a saber, que al mismo Amor increado, si es que ha sido descuidado por el olvido o violado por la ofensa, debe rendirse algún tipo de compensación por la lesión, y esta deuda se llama comúnmente con el nombre de reparación.

## Historia
En el siglo XVII, la cristiandad había visto algunas grandes profanaciones del Santísimo Sacramento, lo que renovó la atención a la dimensión expiatoria de la adoración y dio lugar a varias sociedades para el Santísimo Sacramento. En 1654 Catherine de Bar fundó las  Monjas Benedictinas de la Adoración Perpetua del Santísimo Sacramento en París.
Algunas organizaciones católicas cuyo objetivo era la reparación fueron la Archicofradía de la Reparación por la blasfemia y el descuido del domingo, fundada por el obispo Pierre Louis Parisis en 1847; y la Archicofradía del Santo Rostro, fundada por Leo Dupont en 1851. En 1886 el  papa León XIII autorizó la formación de la Archicofradía de la Misa de Reparación en Roma. La Congregación de la Oración fundada por Hildebrand Gregori en 1950 se convirtió en la Congregación de las Hermanas Benedictinas de la Reparación del Santo Rostro en 1977.

## Métodos
La Misa, la re-presentación del sacrificio del Calvario, era según Tomás de Aquino especialmente adecuada para reparar el pecado. Pero aquí se ha pedido cierta cautela tras el impacto de los estudios escriturales en la teología católica después del Concilio Vaticano II; nociones de la ira de Dios que son más características de las primeras escrituras hebreas y de la tensión entre el Padre y el Hijo han cedido a un enfoque  trinitario en "la auto-ofrenda de los creyentes en unión con Cristo por la cual comparten su relación de pacto con el Padre".

## Actos de Reparación a la Santísima Trinidad
La oración de Fátima a la Santísima Trinidad se basa en las apariciones de Nuestra Señora de Fátima del siglo XX, y se atribuye a un ángel que se apareció a los videntes. A veces se le llama la Oración del Ángel. 

Oh Santísima Trinidad, Padre, Hijo y Espíritu Santo, te adoro profundamente. Te ofrezco el preciosísimo Cuerpo, Sangre, Alma y Divinidad de Jesucristo presente en todos los sagrarios del mundo, en reparación de los ultrajes, sacrilegios e indiferencias con que es ofendido. Por los infinitos méritos del Sagrado Corazón de Jesús y del Inmaculado Corazón de María suplico la conversión de los pobres pecadores.

## Oraciones de reparación
Una serie de oraciones como el Acto de Reparación a la Virgen María apareció en la Raccolta, una colección de oraciones y buenas obras católicas con indulgencias adjuntas. La Raccolta incluía diversas oraciones de reparación. La Raccolta quedó en desuso en 1968.En 1968 Enchiridion Indulgentiarum (EI) sustituyó a la Raccolta para cumplir con la Indulgentiarum Doctrina de 1967 del papa Pablo VI. El EI enumera "sólo las oraciones y obras de piedad, caridad y penitencia más importantes" que tienen una indulgencia adjunta.
- la  Coronilla de las Santas Llagas (que no incluye los misterios habituales del  rosario) se centra en aspectos redentores específicos del sufrimiento de Cristo en el Calvario, con énfasis en las almas del purgatorio.[9]
- el Actos de reparación a Jesucristo y para la reparación de la blasfemia es la  Oración de la Flecha de Oro introducida por primera vez por la hermana María de San Pedro en 1844. Esta devoción fue aprobada por el Papa León XIII en 1885.[10]

## Comunión de reparación del primer viernes
La idea de la reparación es un elemento esencial en la devoción católica al Sagrado Corazón de Jesús.
Recibir la Comunión como parte de la devoción de los primeros viernes es una  devoción católica para ofrecer reparación de los pecados a través del Sagrado Corazón de Jesús. En las visiones de Cristo relatadas por Margarita María Alacoque en el siglo XVII, se hacían varias promesas a las personas que practicaban las devociones del primer viernes, una de las cuales incluía la perseverancia final.
La devoción consiste en varias prácticas que se realizan cada primer viernes de nueve meses consecutivos. En estos días, una persona debe asistir a la misa y recibir la comunión. En muchas comunidades católicas se fomenta la práctica de la Hora Santa de meditación durante la  exposición del Santísimo Sacramento durante los primeros viernes.

## Adoración de reparación de los primeros jueves
La práctica de la adoración eucarística ante el tabernáculo, especialmente realizada ante los tabernáculos más olvidados y abandonados, como parte de la devoción de los primeros jueves es una  devoción católica para ofrecer reparación por las  Santas Llagas de Cristo. En las visiones de Cristo relatadas por Alejandrina de Balazar en el siglo XX, varias promesas fueron hechas por Jesús a los que practican la Devoción de los Primeros Jueves, una de las cuales incluía la  salvación del alma en el momento de la muerte.
La devoción consiste en varias prácticas que se realizan los primeros jueves de seis meses consecutivos. El número seis representa las cinco heridas de Jesús en la Crucifixión (manos, pies y costado) más la herida del hombro de Jesús por llevar la Cruz. En estos días, la persona debe asistir a la misa y recibir la Eucaristía en estado de gracia con sincera humildad, fervor y amor y pasar una hora ante el tabernáculo de la iglesia que contiene la Eucaristía, meditando sobre las  heridas de Jesús, particularmente su herida del hombro, y los  dolores de María.

## Apariciones
Algunas apariciones marianas han mencionado la necesidad de reparación.
Los mensajes de Nuestra Señora de Fátima también hicieron hincapié en la necesidad de reparación. Según los niños videntes, María les pidió que hicieran sacrificios para salvar a los pecadores.